# Philus costatus
Philus costatus is een keversoort uit de familie Vesperidae. De wetenschappelijke naam van de soort werd in 1893 gepubliceerd door Charles Joseph Gahan.